# Linwei
Der Stadtbezirk Linwei (chinesisch 臨渭區 / 临渭区, Pinyin Línwèi Qū) ist ein Stadtbezirk der bezirksfreien Stadt Weinan in der chinesischen Provinz Shaanxi. Er hat eine Fläche von 1.262 Quadratkilometern und zählt 920.044 Einwohner (Stand: Zensus 2020). 2018 zählte Linwei 1 Million Einwohner.
Im Stadtbezirk liegen der Qing'an-Tempel und der Huizhao-Tempel, dessen Pagoden auf der Liste der Denkmäler der Volksrepublik China stehen.

## Administrative Gliederung
Auf Gemeindeebene setzt sich der Stadtbezirk aus sechs Straßenvierteln und vierzehn Großgemeinden zusammen.
Diese sind:
| Straßenviertel Jiefang (解放街道); Straßenviertel Renmin (人民街道); Straßenviertel Sheqiao (杜桥街道), Regierungssitz des Stadtbezirks; Straßenviertel Shuangwang (双王街道); Straßenviertel Xiangyang (向阳街道); Straßenviertel Zhannan (站南街道); Großgemeinde Chongning (崇凝镇); Großgemeinde Fengyuan (丰原镇); Großgemeinde Gushi (故市镇); Großgemeinde Guandao (官道镇); | Großgemeinde Guandi (官底镇); Großgemeinde Guanlu (官路镇); Großgemeinde Jiaoxie (交斜镇); Großgemeinde Lindian (蔺店镇); Großgemeinde Qiaonan (桥南镇); Großgemeinde Sanzhang (三张镇); Großgemeinde Xiagui (下邽镇); Großgemeinde Xiaoyi (孝义镇); Großgemeinde Yancun (阎村镇); Großgemeinde Yangguo (阳郭镇). |